# Pia, Pyrénées-Orientales
Pia (în catalană Pià) este o comună în departamentul Pyrénées-Orientales din sudul Franței. În 2009 avea o populație de 7.446 de locuitori.

## Evoluția populației
| An        | 1975  | 1982  | 1990  | 1999  | 2006  | 2009  |
| --------- | ----- | ----- | ----- | ----- | ----- | ----- |
| Populație | 2.503 | 3.226 | 4.105 | 5.120 | 6.882 | 7.446 |